# La Posada Nova
La Posada Nova és una casa de Sant Cugat del Vallès (Vallès Occidental) protegida com a Bé Cultural d'Interès Local.

## Descripció
Es tracta d'una casa de planta baixa, pis i golfes. La coberta és una teulada amb un ràfec que sobresurt. La part baixa presenta uns porxos amb arc de mig punt. També és d'arc de mig punt la portada d'accés a l'immoble. Aquests elements daten del segle XVI.
Al primer pis trobem un balcó i una finestra. La façana està arrebossada i els brancals del balcó són de pedra, l'arc de descarrega està amagat per l'arrebossat. La finestra té llinda i bancals de maó.
Per acabar trobem les golfes amb unes petites finestres.

## Història
Les voltes estan documentades des de 1413. En un document medieval consta que l'any 1417 a sota la porxada s'hi varen reunir el batlle i altres persones per decidir que calia fer amb l'església de Sant Pere d'Octavià, que era l'església parroquial romànica de la vila.
Aquesta edifici havia estat l'antiga fonda Garriga, que també s'anomenava Posada Nova. Durant el segle xix i bona part del XX es feia tertúlia, s'hi trobaven pagesos i vilatans.